# Jeux paralympiques d'hiver de 2006
La IXe édition des Jeux paralympiques d'hiver a lieu du 10 au 19 mars 2006 à Turin en Italie.

## Sites paralympiques duPiémont
- Turin - hockey sur luge, cérémonies d'ouverture et de clôture
- Sestrières - Ski alpin
- Pignerol - Curling en fauteuil
- Pragela - Ski nordique (ski de fond et biathlon)

- Turin - Cérémonies Olympiques d'Ouverture et de Clôture (une production K-events Filmmaster Group, réalisateur: Marco Balich, Alfredo Accatino, Lida Castelli.)

## Calendrier 10-19 février 2006
| Évènement : | ● Ouverture | ● Compétition | ● Finale | ● Clôture |

| Discipline      | Ven 10 | Sam 11 | Dim 12 | Lun 13 | Mar 14 | Mer 15 | Jeu 16 | Ven 17 | Sam 18 | Dim 19 |
| --------------- | ------ | ------ | ------ | ------ | ------ | ------ | ------ | ------ | ------ | ------ |
| Cérémonies      | ●      |        |        |        |        |        |        |        |        | ●      |
| Ski alpin       |        | ●      | ●      | ●      | ●      |        | ●      | ●      | ●      | ●      |
| Biathlon        |        | ●      |        |        | ●      |        |        |        |        |        |
| Ski de fond     |        |        | ●      |        |        | ●      |        | ●      | ●      | ●      |
| Hockey sur luge |        | ●      | ●      |        | ●      | ●      | ●      | ●      | ●      |        |
| Curling         |        |        | ●      | ●      | ●      | ●      | ●      | ●      | ●      |        |

## Les 38 délégations présentes
Le Mexique et la Mongolie participent pour la première fois aux Jeux d'hiver, tandis que la Lettonie y effectue son retour après douze ans d'absence. La Grèce, dont la participation est annoncée, est finalement absente des compétitions.
| Afrique | Afrique | Afrique                                                                                                  | Afrique                                                                   |
| --- | --- | --- | ------------------------------------------------------------------------- |
| - Afrique du Sud (1)                                                                                         | | |                                                                           |
| Amériques | | |                                                                           |
| - Canada (35)                                                                                                | - Chili (2) | - Mexique (1)                                                                                            | - États-Unis (56)                                                         |
| Asie | | |                                                                           |
| - Chine (8) - Corée du Sud (3)                                                                               | - Japon (40) - Iran (1)                                                                                                 | - Kazakhstan (2)                                                                                         | - Mongolie (2)                                                            |
| Europe | | |                                                                           |
| - Allemagne (35) - Andorre (2) - Arménie (2) - Autriche (25) - Belgique (1) - Biélorussie (6) - Bulgarie (3) | - Croatie (1) - Espagne (9) - Danemark (6) - Finlande (7) - France (19) - Grande-Bretagne et Irl. N. (20) - Hongrie (2) | - Italie (39) (hôte) - Lettonie (1) - Norvège (29) - Pologne (11) - République tchèque (5) - Russie (29) | - Slovaquie (17) - Slovénie (1) - Suède (19) - Suisse (21) - Ukraine (12) |
| Océanie | | |                                                                           |
| - Australie (10)                                                                                             | - Nouvelle-Zélande (2)                                                                                                  | |                                                                           |

## Épreuves
Le curling en fauteuil roulant fait son apparition aux Jeux[réf. nécessaire].
- Ski alpin aux Jeux paralympiques de 2006
- Biathlon aux Jeux paralympiques de 2006
- Ski de fond aux Jeux paralympiques de 2006
- Hockey sur luge aux Jeux paralympiques de 2006
- Curling aux Jeux paralympiques de 2006

## Évènements marquants
Les athlètes russes dominent le ski nordique (biathlon et ski de fond) : Lioubov Vasilieva y obtient trois médailles d'or et une de bronze, tandis que Taras Kryjanovski en remporte deux d'or et deux d'argent ; et Rustam Garifoullin, deux d'or et une d'argent
.

## Couverture médiatique
Pour ces Jeux, le Comité international paralympique lance une chaîne de télévision en-ligne, ParalympicSport.tv, qui permet aux spectateurs dans de nombreux pays de suivre les épreuves, lorsque les médias nationaux ne les diffusent pas[réf. nécessaire]. 

## Médailles
L'Allemagne conforte son statut de nation majeure aux Jeux d'hiver, tandis que la Russie passe de la cinquième place en 2002 à la première en 2006, avec une nette avance. L'Ukraine, à la suite d'un programme d'investissement dans le handisport, se hisse parmi les grandes nations, passant de la dix-huitième à la troisième place. À la suite des épreuves du 19 mars, les dix premiers au tableau des médailles étaient :
- Pays organisateur (Italie)

| Rang | Nation     | Or | Argent | Bronze | Total |
| ---- | ---------- | -- | ------ | ------ | ----- |
| 1er  | Russie     | 13 | 13     | 7      | 33    |
| 2e   | Allemagne  | 8  | 5      | 5      | 18    |
| 3e   | Ukraine    | 7  | 9      | 9      | 25    |
| 4e   | France     | 7  | 2      | 6      | 15    |
| 5e   | États-Unis | 7  | 2      | 3      | 12    |
| 6e   | Canada     | 5  | 3      | 5      | 12    |
| 7e   | Autriche   | 3  | 4      | 7      | 14    |
| 8e   | Japon      | 2  | 5      | 2      | 9     |
| 9e   | Italie     | 2  | 2      | 4      | 8     |
| 10e  | Pologne    | 2  | 0      | 0      | 2     |